# Mayra Martell
Mayra Martell (Ciudad Juárez, 1984) es una fotógrafa mexicana conocida por sus trabajo sobre desapariciones en América Latina. Entre sus trabajos destacan Falsos Positivos (2009) en Colombia, Cerro de Petare (2007) en Venezuela y Ensayo de la Identidad (2005-2010) sobre los feminicidios en Ciudad Juárez.

## Trayectoria
Nació y creció en Ciudad Juárez. En sus entrevistas ha explicado que "fue fotógrafa por accidente". Estudiaba psicología cuando empezó a colaborar en la sección de cultura de un diario para pagarse la carrera. Allí un compañero le ayudó a dar sus primeros pasos en fotografía. A finales de 1999 se mudó a Ciudad de México para formarse en el Centro Nacional de las Artes de México DF. También ha estudiado en la Escuela de Artes de Sevilla, España, el Fondo Cubano de la imagen y entre 2008 y 2010 realizó estudios de fotografía en Nueva York. Su primer trabajo fue "Las ficheras" fotografías tomadas en La Merced, sobre mujeres en la prostitución, realizado mientras todavía formándose en Ciudad de México. 

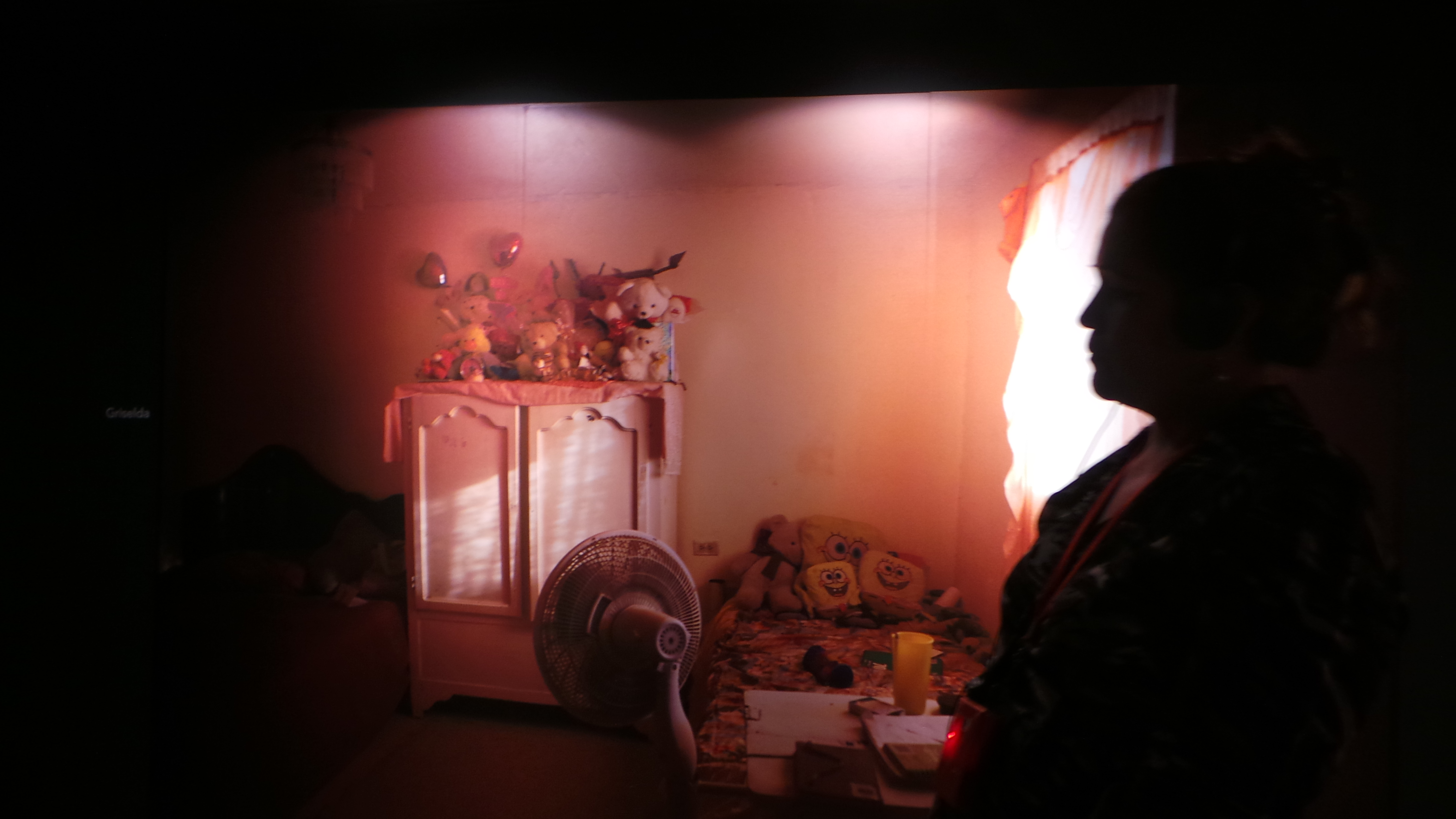
"Cuartos vacíos" de Maira Martell. Visita a la exposición Feminicidio en México ¡Ya basta! Ciudad de México 2017

La distancia le permitió ver con nuevos ojos la impunidad del feminicidio en Ciudad Juárez y en 2005 decidió regresar y tratar la impunidad de los asesinatos a través de su obra. Durante años retrató objetos de jóvenes y mujeres desaparecidas. Reunió su trabajo en Ensayo de la Identidad. donde realizó "Bordertown" e inició uno de sus trabajos más conocidos "Ensayo de la identidad" (2005-2010) con recopilación de materiales sobre las niñas y jóvenes desaparecidas en Ciudad Juárez.
Cuando llegué -explica- al centro de la ciudad, encontré calles y calles devastadas porque empezaba un plan generado por el entonces gobernador del estado, Patricio Martínez, que consistía en limpiar el área. Empezaron a tirar negocios, y en esta manía por recordar el centro de mi ciudad, empecé a sacar fotos, porque el lugar desaparecería pronto. Estaba en ese proceso cuando me encontré con varios carteles de mujeres desaparecidas. Todas con el mismo perfil: jóvenes de 14 a 25 años, la mayoría de colonias de bajos recursos. Y fue tanta mi necedad de saber quiénes eran que comencé a buscar sus casas y fotografiar sus espacios. Lo sigo haciendo hasta ahora.
En 2006 realizó "Sáhara" con fotografías tomadas en los campamentos de refugiados saharuis de Tinduf y en Venezuela Petare trabajando con el fotógrafo Paolo Gasparini en el barrio de Petare (Caracas), uno de los lugares más violentos de Latinoamérica.
En 2008 desarrolló en Colombia Falsos Positivos (2009) en el que registró algunos casos de desaparición forzada por el ejército en el barrio de Soacha, en Bogotá. El presidente Uribe había ofrecido al Ejército que por cada guerrillero muerto, se les iba a dar días libres, ascensos e incentivos económicos. El Ejército empieza a secuestrar a los jóvenes de los barrios más pobres de Bogotá y otras partes de Colombia y los hacían pasar por guerrilleros muertos, denuncia Martell. También ha trabajado en Guatemala.
En 2012, fue seleccionada para el Programa de Residencias Artísticas FONCA-CONACYT en Argentina, donde trabajó el tema de la triple Frontera (Paraguay, Argentina y Brasil) y desarrolló un taller de fotografía con mujeres rescatadas de la trata de personas por medio de la fundación María de los Ángeles. En 2013 obtuvo una residencia artística en Schloss Balmoral en Bad Ems, Alemania.
En 2014, su libro Ciudad Juárez fue nominado como uno de los mejores en el certamen europeo Deutscher fotobuchpreis y seleccionado por la revista Aperture para su edición presentada en París Photo. Ese mismo año obtuvo la beca Jóvenes Creadores del Fondo Nacional de Cultura, con un proyecto sobre la desaparición del centro de Ciudad Juárez. 
Ha realizado talleres de fotografía en el Centro de la Imagen, en México; en el Fondo Cubano de la Imagen; en el Centro de Artes, en Sevilla; en el ICP (International Center of Photography), de Nueva York, y en la Agencia Magnum. En 2102 realizó un taller en la Fundación María de los Ángeles para trabajar en el tema de trata de personas en Argentina, trabajando con las mujeres que se estaban recuperando con el objetivo de que éstas empezaran a documentar lo que estaban viviendo y contaran la historia desde su mirada.
En 2017 parte de su trabajo Ensayo de la identidad se exhibió en la exposición Feminicidios en México ¡Ya basta! con el nombre de "Cuartos vacíos" en el Museo de Memoria y Tolerancia de la Ciudad de México,  muestra que reunió trabajos de Teresa Margolles, Iván Castaneira, Cintia Bolio y Teresa Serrano.
En paralelo trabaja en el norte del país, especialmente en Sinaloa sobre la relación del narco y su presencia en la sociedad, la cotidianidad de la violencia.

## Obra
Ensayo de la Identidad es un reportaje realizado durante más de cinco años en Ciudad Juárez y Chihuahua. Durante ese tiempo Martell visitó la casa de 23 niñas y jóvenes desaparecidas. Tras ganarse la confianza de sus madres y familiares retrató sus habitaciones, intactas, tal cual las dejaron el día que salieron hacia la escuela y no regresaron. Con su cámara, Mayra ha documentado 142 casos de desapariciones y 30 de feminicidios en Ciudad Juárez. También ha realizado proyectos sobre desaparecidos en Guatemala, Colombia y Argentina.
Me interesa -explica Martell- la desaparición de personas vista a través de sus diversificaciones, ya sea por fines políticos –como lo fue en Argentina, Perú, Chile, Guatemala, Colombia–, o por sus consecuencias sociales –como en Ciudad Juárez–. Ahora mismo el tema se hace visible también por el negocio de la trata. Me importa denunciar la ausencia de personas a través de imágenes cercanas, como los espacios de donde eran parte. Trato de mostrar que hay gente que extraña a sus seres queridos y que no sabe dónde están ni lo que ha sucedido con ellos, y así denunciar la situación de cada país.

## Exposiciones
- 2008, Magnum Seminar, Studios Milk, New York, NY, U.S.A.

- 2008, Manifestation Internationale d’Art de Québec, Espace GM, Quebec, Canadá

- 2008, Bienal de Guatemala-Morfo, Guatemala

- 2008, Official Selection Photoespaña Festival, Madrid, Spain
- 2010, Border Art Biennial, El Paso Museum of Art, El Paso, Texas, U.S.A.
- 2012, 15 Bienal de Fotografía, Centro de la Imagen, México

- 2012, Art Gallery UTSA, San Antonio Texas, U.S.A.

- 2012, Esquizofrenia Tropical, PhotoEspaña Festival, Spain

- 2012, Memento Mori, Photo Imagen 2012, Museo de Arte Moderno, Dominican Republic

- 2012, Documentary Photography Biennial, Argentina
- 2017, Feminicidios en México ¡Ya basta!, Museo de Memoria y Tolerancia, Ciudad de México,

## Documentales
- Borderlandia, Diccionario de la frontera. Un recorrido fotográfico por las ciudades y los pueblos de ambos lados de la frontera México-Estados Unidos (2011) en el que documenta el entorno social en la frontera México-Estados Unidos.

## Publicaciones
- 2012, El Retrato en México en Fundación Televisa, México.

- 2012, Esquizofrenia Tropical por Instituto Cervantes, España

- 2012, Ciudad Juárez por Seltmann+Söhne, Alemania

- 2012, Mono, Volume 1 por Gomma Books, Gran Bretaña

- 2011, Katalog 23.2 Journal of Photography and video, Dinamarca

- 2010, La Nación Newspaper, Argentina

- 2009, La Jornada Newspaper, México

- 2008, Die fotografin, ILA, Germany

- 2007, Paolo Gasparini´s letter for the Petare´s book, Caracas, Venezuela

## Premios y reconocimientos
- 2011 Reviewer Award en el FotoBook Festival donde varias editoras europeas la seleccionaron por el mejor trabajo fotográfico.